# Celina (Texas)
Celina (Aussprache: /sɪˈlaɪnə/) ist eine Kleinstadt mit dem Status einer City im Collin County des Bundesstaates Texas in den Vereinigten Staaten. Ein kleiner Teil des westlichen Stadtgebietes liegt im Denton County. Bei der letzten Volkszählung im Jahr 2020 hatte Celina 16.739 Einwohner, für das Jahr 2021 wurde die Einwohnerzahl mit 23.811 angegeben. Die Stadt gehört zur Metropolregion Dallas-Fort Worth und ist eine der am schnellsten wachsenden Städte in Texas.

## Lage
Celina liegt im Nordwesten des Bundesstaates Texas in der Region Texas Blackland Prairies am Rand der Metropolregion Dallas-Fort Worth. Größere Städte in der Nähe sind Denton rund 35 Kilometer südwestlich und Sherman rund 40 Kilometer nordöstlich. Das Stadtzentrums von Dallas liegt knapp 60 Kilometer Luftlinie südlich von Celina.
Benachbarte Städte sind Gunter im Norden, Weston im Osten, Melissa und McKinney im Südosten, Prosper im Süden, Cross Roads im Südwesten, Krugerville und Aubrey im Westen sowie Pilot Point und Tioga im Nordwesten.

## Geschichte

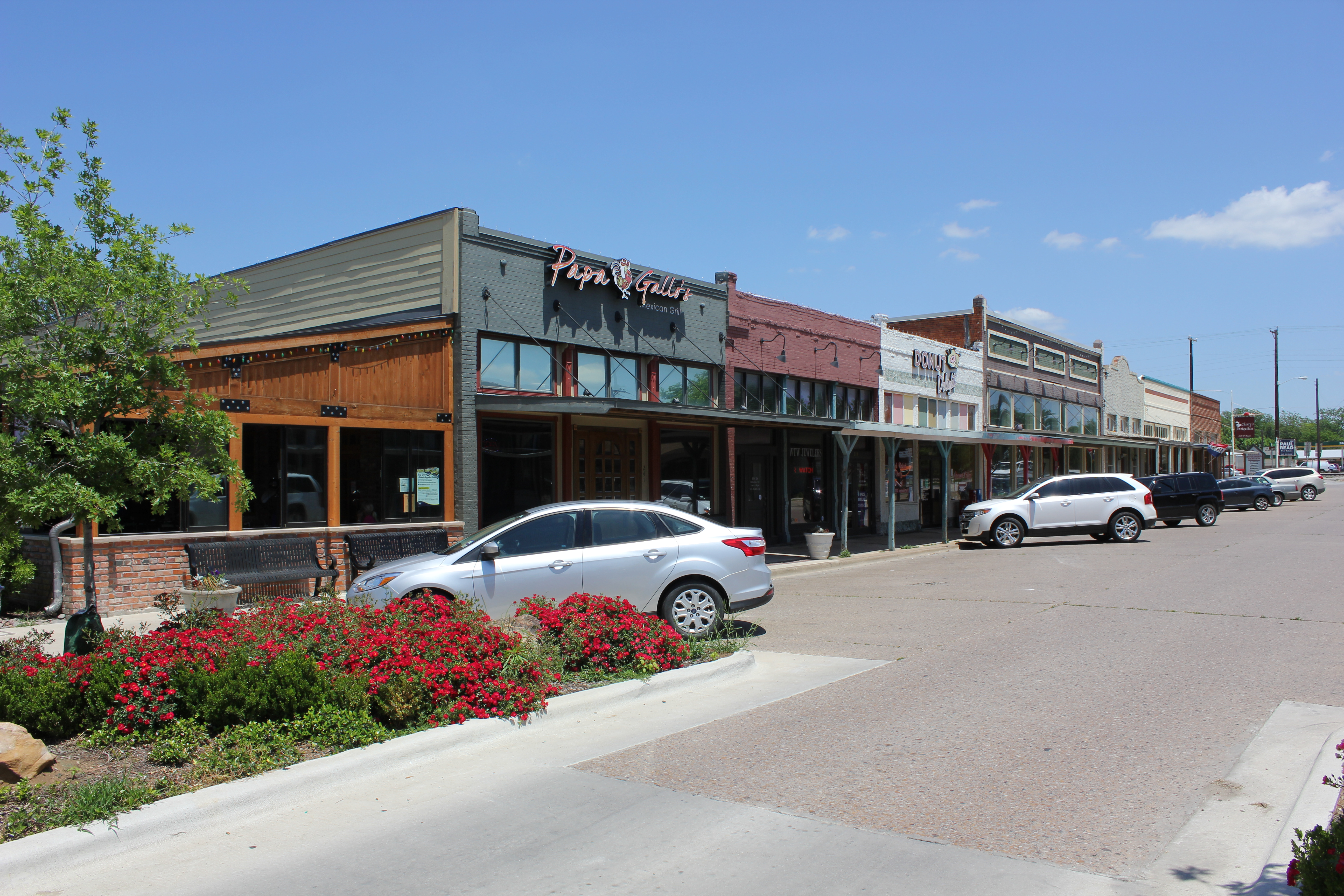
Downtown Celina (2013)

Der Ort Celina wurde im Jahr 1876 gegründet. Der erste Postbeamte der Stadt, John T. Mulkey, benannte die Siedlung im Oktober 1879 nach seiner Heimatstadt Celina, Tennessee. Im Jahr 1880 wurde eine methodistische Kirche gebaut; bis 1884 war die Einwohnerzahl von Celina bereits auf 150 gestiegen. Es gab eine Schule, die Kirche und eine Baumwoll- und eine Getreidemühle und mehrere Geschäfte. In den folgenden Jahren sank die Einwohnerzahl zunächst wieder.
Als die von der St. Louis–San Francisco Railway kontrollierte (und 1904 von dieser übernommene) Red River, Texas and Southern Railway Company 1901 den Bau einer Bahnstrecke von Sherman nach Irving (bei Dallas) aufnahm, stellte sich heraus, dass die Trasse etwa 1,5 km nordöstlich von Celina verlaufen werde. Daher wurde der Beschluss gefasst, die bisherige Siedlung aufzugeben und direkt an der Bahnstrecke neu aufzubauen. Viele Gebäude wurden dazu auf Rollen gesetzt und im Ganzen verschoben. Der Umzug des Dorfes war im Februar 1902 abgeschlossen.
Das erste Schulgebäude in Celina wurde 1906 durch einen Neubau ersetzt. Ein Jahr später wurde Celina offiziell als Stadt inkorporiert, erster Bürgermeister wurde William Newsom. Das historische Stadtzentrum in seiner heutigen Form entstand ab 1911 nach dem Bau mehrerer Geschäftsgebäude durch den ortsansässigen Unternehmer J. Fred Smith. Im Jahr 1915 wurde die erste befestigte Straße gebaut. Im gleichen Jahr wurde die Schule durch einen Brand zerstört und musste wieder aufgebaut werden. Ab 1921 wurde Celina von der Lone Star Gas Company mit Erdgas versorgt, 1924 erfolgte der Anschluss der Stadt an das Stromnetz. Laut Volkszählung von 1920 hatte Celina 1126 Einwohner, auch aufgrund der Auswirkungen der Great Depression in den 1930er-Jahren ging die Einwohnerzahl bis 1940 auf 994 zurück. Seitdem ist die Einwohnerzahl kontinuierlich steigend. Im Jahr 2000 waren 1861 Einwohner und 135 Unternehmen in der Stadt registriert.
Celina liegt am nördlichen Rand des Dallas-Fort-Worth Metroplex und erlebt vor allem seit Anfang der 2000er-Jahre ein starkes Bevölkerungswachstum, da in den südlich gelegenen Städten nur noch wenige Bauflächen vorhanden sind. Zwischen 2000 und 2010 wurde die Einwohnerzahl versechsfacht und zwischen 2010 und 2020 mehr als verdoppelt. Zwischen 2015 und 2021 war Celina zudem die am schnellsten wachsende Stadt in der Metropolregion Dallas-Fort Worth.

## Bevölkerung
Zum Zeitpunkt des United States Census 2020, dessen Stichtag auf den 1. April 2020 fällt, hatte die Stadt Celina 16.739 Einwohner, die sich auf 4675 Haushalte und 3927 Familien verteilten. Die Bevölkerungsdichte lag bei 209 Einwohnern pro Quadratkilometer. Von den Einwohnern waren (jeweils ohne Hispanics und Latinos) 65,92 Prozent Weiße, 7,34 Prozent Afroamerikaner, 3,41 Prozent Asiaten, 0,50 Prozent amerikanische Ureinwohner und 0,07 Prozent Pazifische Insulaner. 4,97 Prozent der Einwohner gaben mehrere und 0,37 Prozent der Einwohner eine andere Abstammung an, 17,46 Prozent der Einwohner waren Hispanics und Latinos.
Von der Bevölkerung waren 33,8 Prozent jünger als 20 Jahre, 8,2 Prozent zwischen 20 und 29, 17,3 Prozent der Einwohner waren zwischen 30 und 39, 15,3 Prozent zwischen 40 und 49, 10,2 Prozent zwischen 50 und 59 und 15,7 Prozent der Einwohner waren älter als 60 Jahre. Das Medianalter lag bei 34,8 Jahren.

## Politik
Celina ist seit 2007 eine „Home-Rule-Municipality“ (zu deutsch in etwa „selbstverwaltende Stadt“), in der Bürgermeister und Stadtrat von der Bevölkerung gewählt werden. Der Stadtrat besteht aus dem Bürgermeister, sechs Stadtverordneten (darunter der stellvertretende Bürgermeister) und einem „City Manager“. Stand 2023 ist Sean Terry Bürgermeister von Celina.
Auf Staatsebene liegt Celina größtenteils im 66. Wahlbezirk des Repräsentantenhauses von Texas, der zum Denton County gehörende Teil der Stadt liegt im 106. Wahlbezirk. Für den Senat von Texas liegt Celina im achten Wahlbezirk. Im Repräsentantenhaus der Vereinigten Staaten gehört die Stadt zum Wahlkreis des vierten Kongresswahlbezirks.

## Infrastruktur

### Verkehr
Celina liegt am Texas State Highway 289 zwischen Sherman und Dallas. Der U.S. Highway 380 verläuft etwa elf Kilometer südlich von Stadt.
Die durch das Stadtgebiet verlaufende Bahnstrecke von Sherman nach Irving (Dallas) wird von der BNSF Railway betrieben und dient ausschließlich dem Güterverkehr.

### Bildung

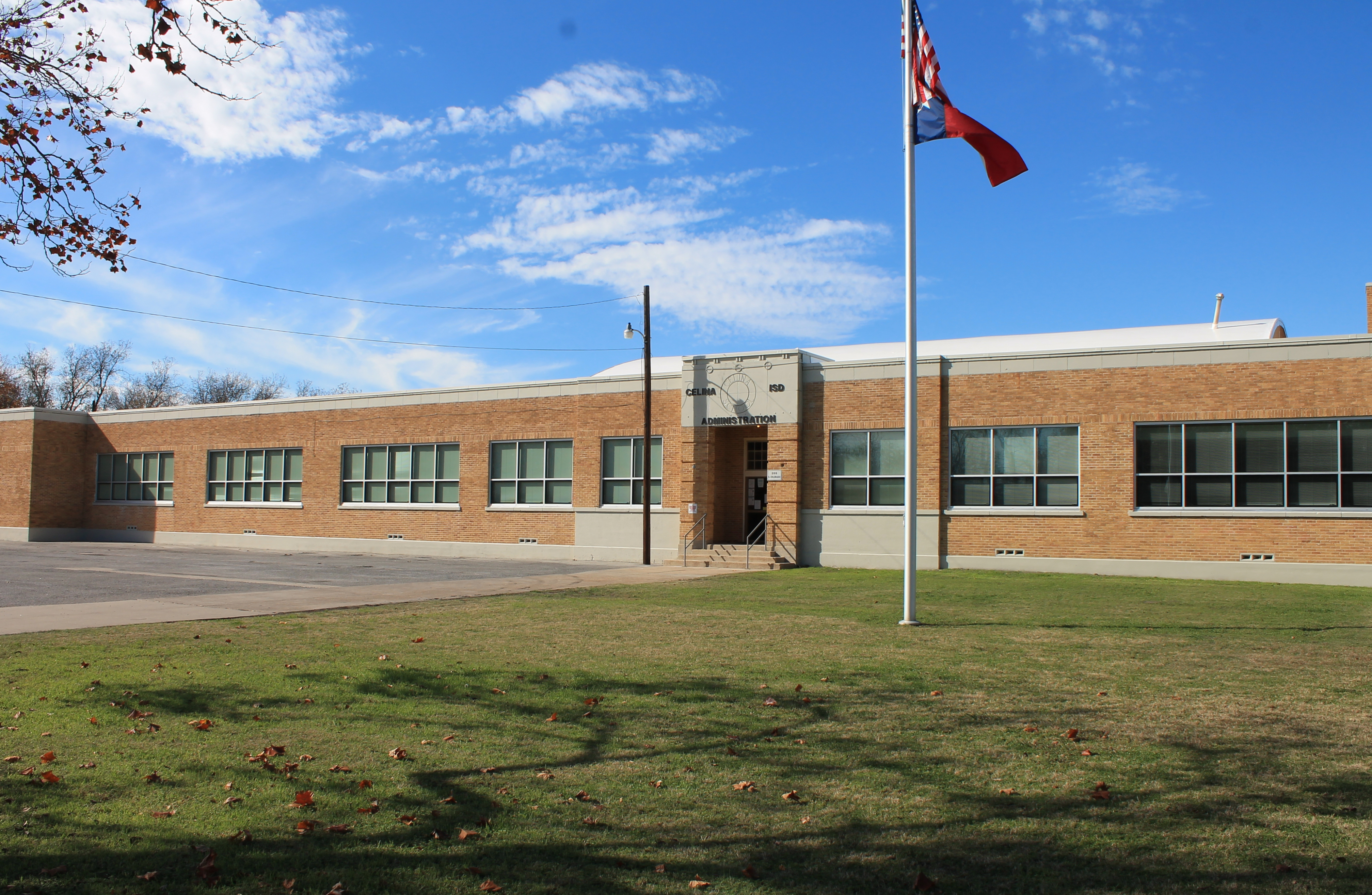
Verwaltungsgebäude des Celina Independent School District

Der größte Teil von Celina gehört zum Celina Independent School District, dieser umfasst eine „Primary School“ (Kindergarten und Vorschule), zwei Grundschulen (erste bis fünfte Klasse), eine Mittelschule und eine Highschool. Des Weiteren gibt es im südlichen Teil der Stadt eine weitere Grundschule (Kindergarten bis fünfte Klasse), die bereits vom Prosper Independent School District verwaltet wird. Im Schuljahr 2022/23 waren an allen Schulen zusammen 3806 Schüler eingeschrieben. Zum Teil besuchten Grundschulkinder aus Celina auch Schulen, die bereits im Stadtgebiet von Prosper liegen.

## Kultur und Sehenswürdigkeiten
In der Altstadt von Celina finden jährlich mehrere Straßenfeste, so unter anderem das Sommerfest „Splash & Blast“ sowie eine Halloween- und eine Weihnachtsparade, statt. Das Verwaltungsgebäude des Schulbezirks von Celina ist als Baudenkmal im National Register of Historic Places eingetragen.